# Tadasuni
Tadasuni (sardinsky: Tadasùne) je italská obec (comune) v provincii Oristano v regionu Sardinie. Nachází se ve výšce 180 metrů nad mořem a má 137 obyvatel. Rozloha obce je 5,09 km².